# Historisches Museum Bamberg

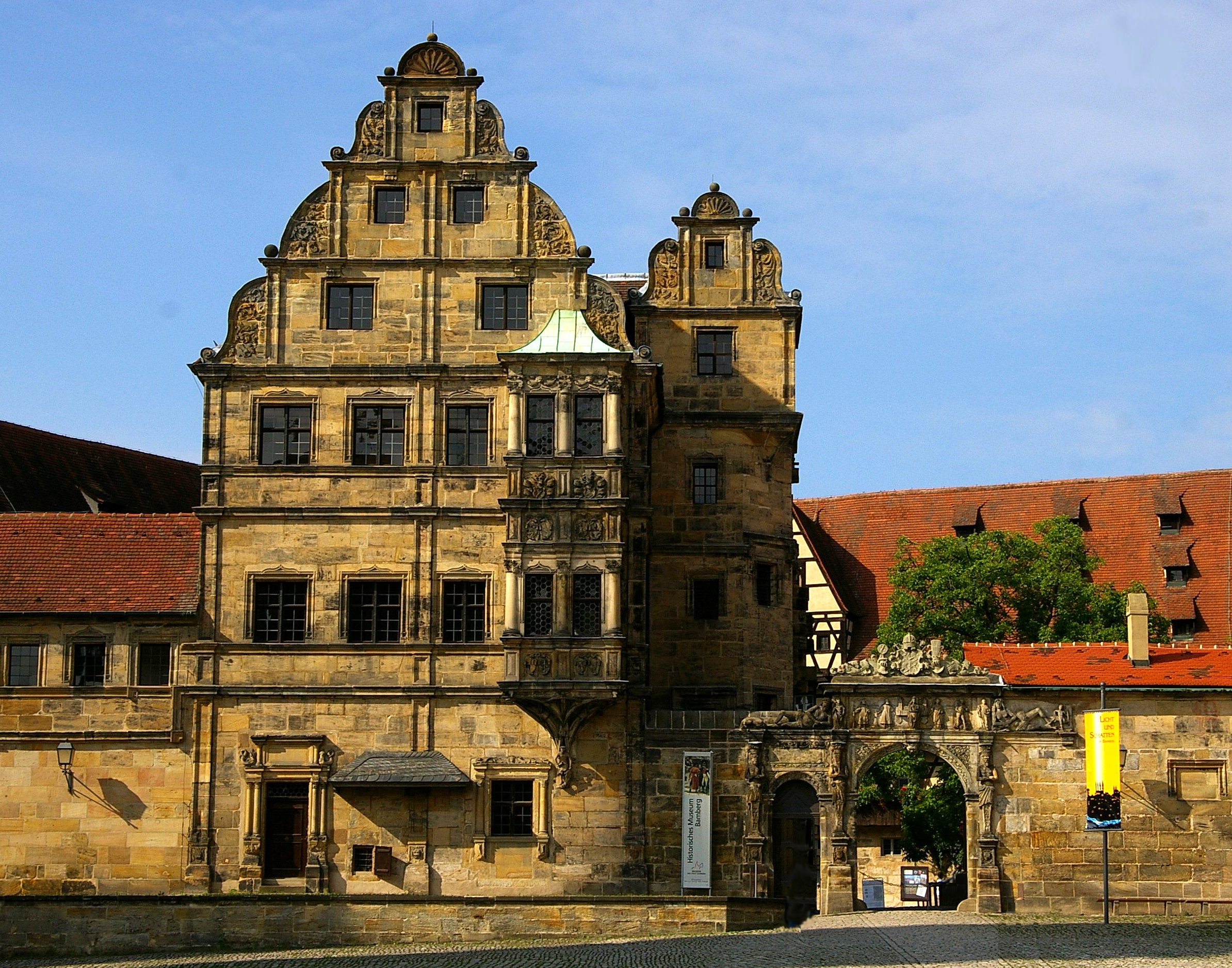
Bamberg-Alte Hofhaltung-Fassade (2006)

Das Historische Museum Bamberg befindet sich in den Renaissancebauten der Alten Hofhaltung in unmittelbarer Nachbarschaft zum Kaiserdom. Es gehört neben der Sammlung Ludwig und der Stadtgalerie Bamberg Villa Dessauer zu den Museen der Stadt Bamberg.

## Geschichte
Den Grundstock der Städtischen Kunstsammlungen legte Domvikar Joseph Hemmerlein, der 1838 der Stadt seine reichen Gemäldeschätze vererbte. Durch weitere Stiftungen, Nachlässe, Ankäufe und Leihgaben erweitert, befand sich das Museum bis 1935 in Räumen des ehemaligen Benediktinerklosters Michaelsberg. Seit 1938 ist das Museum, das von 1938 bis 1957 den Namen Fränkisches Heimatmuseum trug, in den Renaissancebauten der Alten Hofhaltung untergebracht und beherbergt auch den größten Teil des Kunstbesitzes des Historischen Vereins. Seit 1987 wird das Museum kontinuierlich ausgebaut, denn die jetzigen Ausstellungsmöglichkeiten reichen nicht mehr aus, um die über 1000-jährige Geschichte und Kunstgeschichte der Stadt und ihres historischen Umfelds angemessen zu dokumentieren und Dauerausstellungen zu ermöglichen.

## Museumsbestand
Das Historische Museum Bamberg bewahrt einen reichen Fundus an Ausstellungsgut von der vorgeschichtlichen Zeit bis ins 20. Jahrhundert. Zur Sammlung gehören sowohl prominente Skulpturen wie die „Bamberger Götzen“ als auch eine Reihe bedeutender Kunstwerke und Gemälde vom Mittelalter bis zur Gegenwart. Objekte des Handwerks und der traditionshaltigen Bamberger Zünfte, Prunkuhren vom 16. bis zum 19. Jahrhundert oder auch Münzsammlungen aus allen kunst- und kulturhistorischen Epochen zählen ebenfalls zum Inventar.

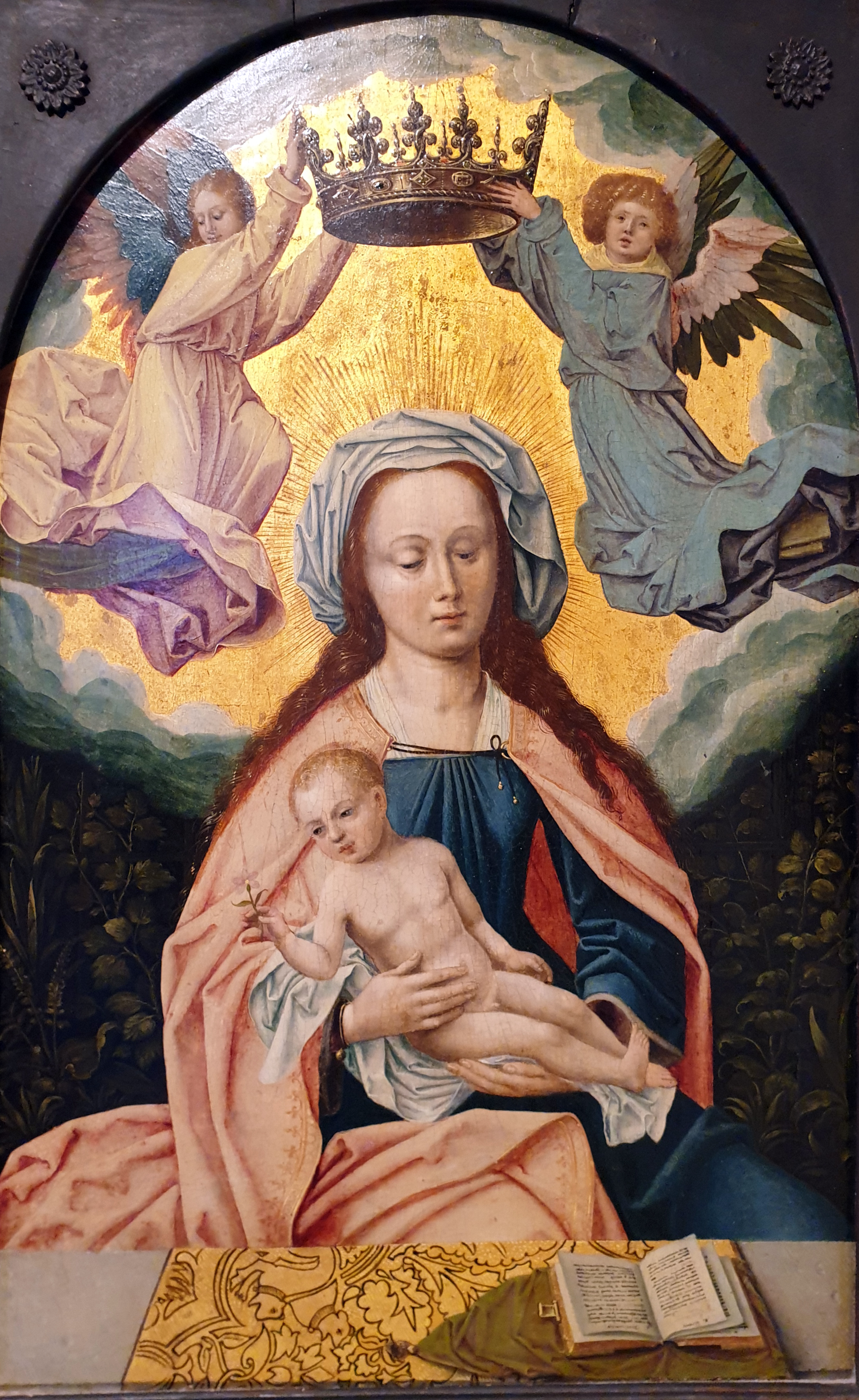
1505 Niederlande Lesende Maria mit Kind von Engeln bekrönt Historisches Museum Bamberg anagoria

Von internationalem Rang ist die Kollektion wissenschaftlicher Instrumente als Ausdruck der reichen Tradition universitärer bzw. geistlicher Forschung in Bamberg. Die größtenteils astronomischen und mathematischen Instrumente aus dem 16. bis 18. Jahrhundert stammen zum Teil aus verschiedenen Klöstern und Kollegien, wie dem Jesuitenkolleg Bamberg, aus Banz, Ebrach, Langheim und der fürstbischöflichen Universität. Bedeutend ist auch die Sammlung an Weihnachtsbildern und Krippen, die jährlich zur Weihnachtszeit Besucher aus ganz Deutschland nach Bamberg locken. Außerdem wird im Museum das Original des als Apfelweibla bekannten Türknaufs aus dem goldnen Topf aufbewahrt. 

## Dauer- und Sonderausstellungen

### Dauerausstellungen
Jüdisches in Bamberg
Die viel beachtete und erfolgreiche Ausstellung in der Villa Dessauer 2013/14 ist als neue Dauerausstellung im Historischen Museum Bamberg eingezogen. Dies ist nicht nur deshalb sehr bedeutsam, weil so ein wichtiger Teil der Bamberger Stadtgeschichte dauerhaft einem breiten Publikum nahe gebracht werden kann. Die Ausstellung ist vielmehr von Beginn an als nachhaltige Präsentation konzipiert, mit dem Ziel, die bereits bestehenden Teile der Stadtgeschichte Bambergs, die im Historischen Museum Bamberg mit den Dauerausstellungen zur Bürgerkultur und der „Lebensader Regnitz“ kaleidoskopartig um einen weiteren wichtigen Aspekt zu erweitern.
Im Fluss der Geschichte. Bambergs Lebensader Regnitz
Mit einer großen Sonderausstellung des Historischen Museums Bamberg werden am Beispiel der UNESCO-Welterbestadt Bamberg die zwischen Stadt und Fluss bestehenden vielfältigen kulturellen, wirtschaftlichen, historischen und ökologischen Verbindungen aufgedeckt und in ihrer Vielfalt, Schönheit und Bedeutung für Besucher und Bürger sichtbar, erlebbar und begreifbar gemacht.
Von der Romantik bis zur Gründerzeit. Bürgerkultur im 19. Jahrhundert in Bamberg
Die Schausammlung zeigt Malerei, Grafik und Kunsthandwerk aus dem Zeitraum von der Romantik bis zur Gründerzeit. Auf einer Fläche von ca. 350 m² werden das bürgerliche Engagement und der damit verbundene Aufbruch nach der Säkularisationszeit thematisiert. Porträts zeigen bedeutende Persönlichkeiten aus dem Bamberger Bürgertum. Von überregionaler Bedeutung sind die zusammengetragenen Objekte zum Wirken des Schmidt’schen Porzellanmalerinstituts in Bamberg. Es sind wertvolle Service und Einzelstücke nach Vorlagen meisterlicher Malerkunst von der Renaissance bis zum 19. Jahrhundert. Möbel, Musikinstrumente, Gefäße, Geräte, Textilien und Schmuck aus der Zeit des Biedermeier runden das Bild ab.
100 Meisterwerke. Von Lucas Cranach über Pieter Breughel zu Otto Modersohn
Meisterwerke aus sieben Jahrhunderten wurden aus der circa 3000 Gemälde umfassenden städtischen Gemäldesammlung ausgewählt und geben einen Einblick in die Vielfalt der Bamberger Sammlung. Werke vom Mittelalter bis zum frühen 20. Jahrhundert werden in der ehemaligen Hofhaltung Kaiser in einem malerischen Fachwerkflügel der Renaissancezeit gezeigt. Sie beginnt mit einer Einführung in die Sammlungsgeschichte der Stadt Bamberg. In den folgenden Räumen sind die Gemälde in weitgehender Chronologie und nach zentralen Themen der Kunstgeschichte zusammengestellt.
„Kumpf & Co.“
Die Präsentation der archäologischen Objekte ist in einer speziell auf Kinder und Jugendliche abgestimmten Abteilung „Kumpf & Co.“ in den historischen Gemäuern der Alten Hofhaltung eingerichtet. Spannende Objekte sind zu sehen, die längst vergangene Zeiten wieder lebendig werden lassen. Die früheste Besiedelung Oberfrankens und der Bamberger Region in der Jungsteinzeit wird ebenso anschaulich präsentiert wie das Mittelalter in Bamberg, das Zeitalter von Kaiser Heinrich II. und seiner Gemahlin Kunigunde.

### Sonderausstellung
Wechselnde Sonderausstellungen zeigen zeitgenössische Kunst (Malerei, Fotografie, Skulptur). Während der Weihnachtszeit beherbergt das Museum wechselnde Krippenausstellungen in einem echten Stall, dem historischen Marstall der Bamberger Fürstbischöfe.